# Kennosuke Watanabe
Kennosuke Watanabe (jap. 渡邊 剣之助, Watanabe Kennosuke; * 28. September 1980 auf Hokkaidō) ist ein ehemaliger japanischer Skilangläufer und Biathlet.
Kennosuke Watanabe bestritt zunächst Skilanglauf. Hier kam er zwischen 2000 und 2003 immer wieder zu Einsätzen in der zweithöchsten damaligen Rennserie, dem Continental Cup. Bei seinen Rennen ausschließlich auf japanischem Boden erreichte er mehrfach Top-Ten-Ergebnisse, dreimal erreichte er das Podest, in Sapporo gewann er 2001 ein Rennen über 10 Kilometer Klassisch.
Nachdem Watanabe der Durchbruch im Skilanglauf nicht gelungen war, wechselte er 2003 zum Biathlonsport. Hier kam er zum Auftakt der Saison 2004/05 zu seinen ersten Rennen im Biathlon-Europacup in Geilo und verpasste als 39. des Einzels und 51. des Sprints die Punkteränge. Gegen Ende der Saison folgte in Turin das Debüt im Biathlon-Weltcup. Auf den späteren olympischen Strecken von Cesana San Sicario wurde der Japaner an der Seite von Tatsumi Kasahara, Hidenori Isa und Daisuke Ebisawa 18. mit der Staffel. In Pokljuka kam er in einem Sprint auf Rang 67. Höhepunkt und Karriereende wurden die Biathlon-Weltmeisterschaften 2005 in Hochfilzen. Watanabe kam in drei Rennen zum Einsatz, erreichte mit Rang 62 sein bestes Weltcup-Ergebnis im Einzel, wurde 80. des Sprints und mit der Staffel in Weltcup-Besetzung 13.

## Weltcupstatistik
Die Tabelle zeigt alle Platzierungen (je nach Austragungsjahr einschließlich Olympische Spiele und Weltmeisterschaften).
- 1.–3. Platz: Anzahl der Podiumsplatzierungen
- Top 10: Anzahl der Platzierungen unter den ersten zehn (einschließlich Podium)
- Punkteränge: Anzahl der Platzierungen innerhalb der Punkteränge (einschließlich Podium und Top 10)
- Starts: Anzahl gelaufener Rennen in der jeweiligen Disziplin

| Platzierung         | Einzel | Sprint | Verfolgung | Massenstart | Staffel | Gesamt |
| ------------------- | ------ | ------ | ---------- | ----------- | ------- | ------ |
| 1. Platz            |        |        |            |             |         |        |
| 2. Platz            |        |        |            |             |         |        |
| 3. Platz            |        |        |            |             |         |        |
| Top 10              |        |        |            |             |         |        |
| Punkteränge         |        |        |            |             | 2       | 2      |
| Starts              | 1      | 2      |            |             | 2       | 5      |
| Stand: Karriereende |        |        |            |             |         |        |